# Злочинець (фільм, 2008)
«Злочи́нець» (англ. Felon) — американський кінофільм, драматичний трилер режисера Ріка Романа Во. Слоган фільму «No Rules. No Hope. No Way Out» («Нема правил. Нема надії. Нема виходу»). Світова прем'єра відбулась 13 липня 2008 року. Рейтинг MPAA: дітям до 17 років обов'язково присутність батьків.

## Сюжет
Вейд Портер випадково вбиває грабіжника, який заліз в його будинок, суд приговорив його до 3 років в'язниці. Під час перевезення в окружну в'язницю в автобусі Вейд невільно бере участь у розбірках скінхедів, тому його розподіляють до відділення суворого режиму. Щоденно під час прогулянки охоронці влаштовують бої між ув'язненими, примушуючи їх жорстоко битися між собою, а за будь-яку непокору б'ють ув'язнених і навіть стріляють по них.
У цей момент у в'язницю переводять ув'язненого Джона Сміта, якого засудили до довічного ув'язнення за вбивство 17 людей. Він убив їх через помсту за своїх зґвалтованих молоду дружину і семирічну доньку. Вейд старається не втручатись і до нікого не приєднуватися, він просто хоче відсидіти свій термін і вийти. Але у в'язниці неможливо жити окремо від усіх, його беруть в оборот скінхеди, а охоронці примушують битися. Між Вейдом і Джоном зав'язуються непрості відносини. Коли ж Вейд відмовляється від боїв, то охоронці фабрикують на нього справу і йому присуджують ще 6 років в'язниці. Лора, дружина Вейда, не може стільки чекати, тому Вейд вирішує підставити начальника охорони, але все йде не за планом.

## У ролях
- Стівен Дорфф
- Вел Кілмер